# Hotel Catalonia
El Hotel Catalonia o Renaissance Barcelona Fira Hotel  es un rascacielos situado en la plaza de Europa en el municipio español de Hospitalet de Llobregat, provincia de Barcelona.
Este hotel destaca por su altura (actualmente es uno de los edificios más altos del área metropolitana de Barcelona, con un total de 105 metros y 26 plantas) y, sobre todo,  las características más importante de este hotel es la fachada, decorada con motivos vegetales (ventanas con forma de palmera).